# Liste de ponts du Népal
Cette liste de ponts du Népal dresse un inventaire des ponts remarquables du Népal, tant par leurs caractéristiques dimensionnelles, que par leur intérêt architectural ou historique. 

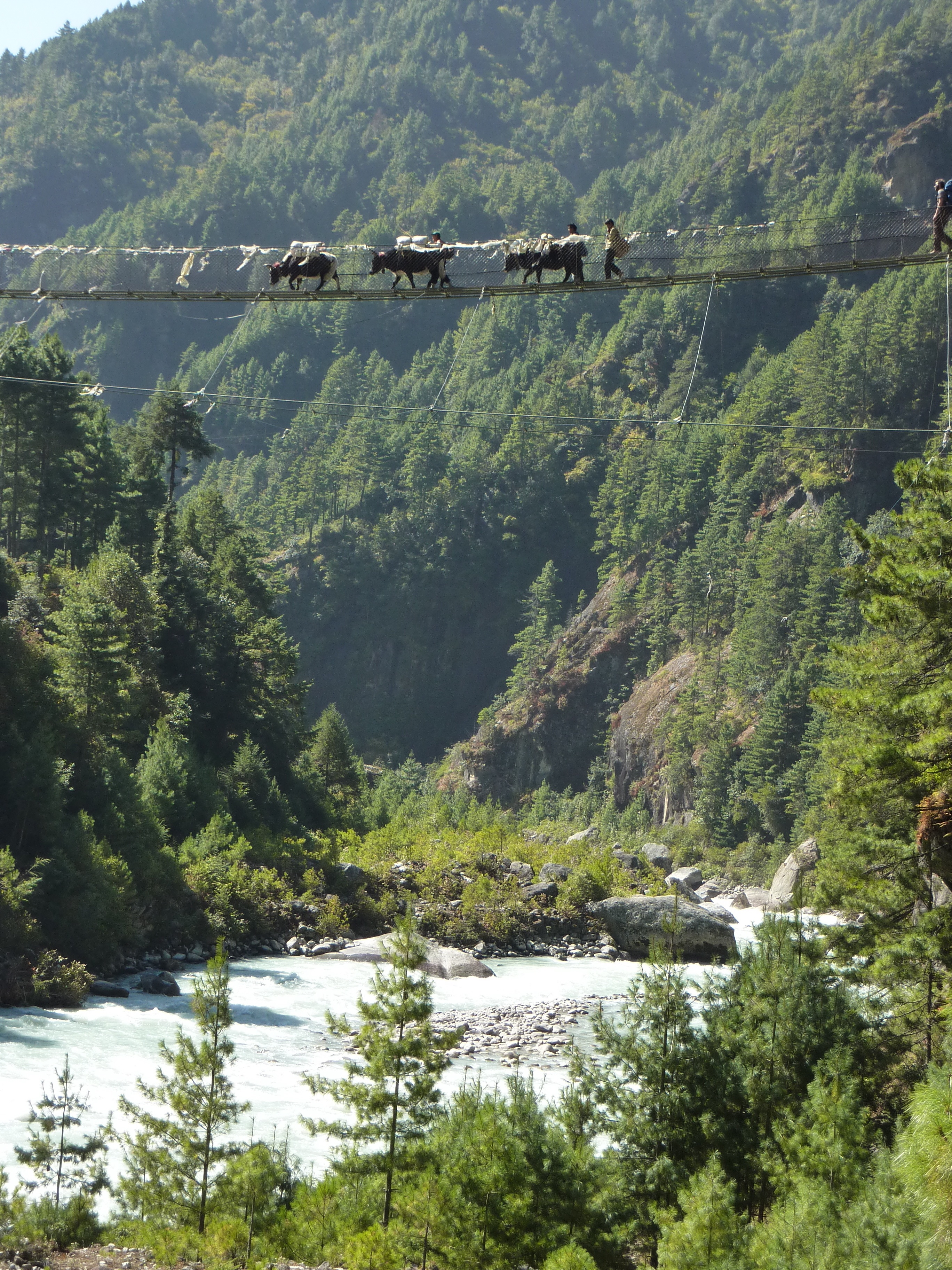
Yaks sur un pont suspendu près de Namche Bazar au pied de l'Himalaya.

Elle est présentée sous forme de tableaux récapitulant les caractéristiques des différents ouvrages proposés, et peut-être triée selon les diverses entrées pour voir ainsi un type de pont particulier ou les ouvrages les plus récents par exemple. La seconde colonne donne la classification de l'ouvrage parmi ceux présentés, les colonnes Portée et Long. (longueur) sont exprimées en mètres et enfin Date indique la date de mise en service du pont.

## Les longues passerelles suspendues du Népal
Avec au total 17 000 kilomètres, les routes praticables du Népal sont peu nombreuses et majoritairement concentrées sur la plaine du Teraï, la zone s'étendant le long de la frontière avec l'Inde et qui représente près de la moitié de la population du pays. Il n'y a qu'une seule voie ferrée de 59 kilomètres, également située près de l'Inde et la capitale Katmandou ne possède aucune liaison ferroviaire, les infrastructures de transport sont très limitées. La population est essentiellement rurale (87 %) dans cette région au pied de l'Himalaya mais les reliefs escarpés sont un frein au développement des populations locales qui comptent déjà parmi les plus pauvres du monde.
Jusqu'aux années 1950, l'ensemble du pays à l'exception du Teraï n'était pourvu que de sentiers et de chemins pour une grande partie du territoire, quelques routes commerciales indispensables avaient été établies depuis le début du XXe siècle, malgré l'enclavement du Népal où les régimes monarchiques n'ont été abolis qu'en 2008. Ces routes furent équipées de ponts préfabriqués en Écosse et expédiés sur site pour assemblage (les ponts Harper en sont un exemple), mais ce système n'était pas rapide et n'arrivait pas à satisfaire une demande importante. Toutes ces contraintes amenèrent le gouvernement à créer la Division des Ponts Suspendus (Suspension Bridges Division) en 1964 (remplacée par la Section des Ponts Pédestres (Trail Bridge Section) en 2001) qui étudia avec des ingénieurs suisses un modèle de pont suspendu durable, simple à mettre en œuvre, adapté au relief népalais et donc aux grandes travées allant de 120 à 350 mètres, et toute une première génération d'ouvrages vit le jour sur les axes principaux, avec jusqu'à 30 ponts construits par an.

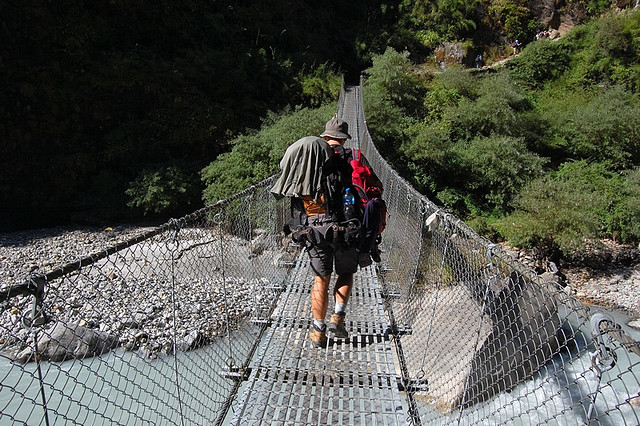
Trekking sur un des circuits pédestres de l'Annapurna.

Sous une demande de plus en plus forte, une deuxième génération de ponts s'est développée avec des enjeux économiques et environnementaux, ces ponts sont optimisés pour être construits avec des matériaux locaux et réalisés par une main d'œuvre locale afin d'étendre ce système sur l'ensemble du pays. Ils auront néanmoins des portées plus faibles que les ponts de la première génération, de l'ordre de 40 à 120 mètres.
Plus de 3000 ponts suspendus ont ainsi été réalisés sur le paysage népalais mais les besoins sont encore nombreux et des signes de faiblesses commencent à apparaître, on estime à 200 le nombre de ponts qui nécessitent des travaux lourds, voire un remplacement (statistiques mi-2004). Certaines passerelles sont construites sur des grandes hauteurs afin de lutter contre les inondations lors de la mousson, 14 ponts furent détruits lors de la débâcle glaciaire de Digcho dans la zone de Sagarmatha en 1985. Ce phénomène, aussi appelé Jökulhlaup, est causé par la rupture d'un glacier et provoque des crues brutales et dévastatrices. Les ponts dévastés ont été reconstruits par la suite à des niveaux supérieurs.
Ils sont redécouverts aujourd'hui par les touristes à l'occasion des trekkings organisés sur les circuits pédestres de l'Everest, de l'Annapurna, de la vallée de Katmandou (inscrite au patrimoine mondial de l'Unesco) et des autres sites offerts par le Népal.

## Ponts présentant un intérêt historique ou architectural
Parmi les ponts remarquables du Népal, nous pouvons citer le pont de Chandani Dodhara (classé dans la partie Grands ponts) qui possède l'originalité d'être composé de 4 ponts suspendus successifs à trois travées, avec un total de 8 grands pylônes métalliques en treillis, qui s'étend sur près de 1 500 mètres. Ses 4 travées principales présentent des très grandes flèches et chacune est retenue par des câbles de soutien latéraux.
Les ponts présentés ici sont initialement triés par date de mise en service, ils retracent ainsi une partie de l'histoire des transports au Népal et les différentes évolutions qui ont amené aux ouvrages que l'on peut voir aujourd'hui. 
|                                                        |   | Nom                             | Népali | Distinction | Long. | Type                                          | Voie portée Voie franchie                                       | Date | Localisation                                        | Zone administrative | Ref.       |
| ------------------------------------------------------ | - | ------------------------------- | ------ | --- | ----- | --------------------------------------------- | --------------------------------------------------------------- | ---- | --------------------------------------------------- | ------------------- | ---------- |
|                                                        | 1 | Pont du Chomro Khola            |        | |       | Suspendu Pylônes en maçonnerie, tablier acier | Passerelle Chomro Khola                                         |      | Chomrong 28° 23′ 07,9″ N, 83° 49′ 25,1″ E           | Gandaki             |            |
|                                                        | 2 | Pont en bois (Dingboche)        |        | Deux consoles en bois ancrées dans les culées réduisent la portée effective de la poutre centrale (comme un pont cantilever) |       | Poutres Bois                                  | Passerelle                                                      |      | Dingboche                                           | Sagarmatha          |            |
| Larja Dobhan Bridge (Dovan), Sir Edmund Hillary Bridge | 3 | Pont de Larja Dobhan            |        | Renommé pont Sir Edmund Hillary · Parc national de Sagarmatha · Patrimoine mondial (1979)                                    |       | Suspendu Acier                                | Passerelle (Lukla - Everest Base Camp Trekking Route) Dudh Kosi |      | Namche Bazar 27° 47′ 24″ N, 86° 43′ 07,8″ E         | Sagarmatha          | [ 3 ]      |
|                                                        | 4 | Pont de l'amitié sino-népalaise |        | Frontière Chine - Népal |       | Arc Béton, tablier porté                      | Araniko Highway Bhote Kosi                                      | 1964 | Kodari - Zhangmu 27° 58′ 24,4″ N, 85° 57′ 49,8″ E   | Bagmati Chine       | [ 4 ]      |
|                                                        | 5 | Pont de Dårchulå                |        | Frontière Inde - Népal |       | Suspendu Acier                                | Passerelle Kali                                                 |      | Darchula - Dharchula 29° 50′ 47″ N, 80° 32′ 35,9″ E | Mahakali Inde       | [ Note 2 ] |
| The Last Resort Bridge, Bhote Kosi Bungee Bridge       | 6 | Bhote Kosi Bungee Bridge        |        | Spot de saut à l'élastique Hauteur libre : 160 mètres                                                                        | 166   | Suspendu Acier                                | Passerelle Bhote Kosi                                           | 1999 | Listikot - Gathi 27° 52′ 34,7″ N, 85° 53′ 33,4″ E   | Bagmati             | [ 5 ]      |

## Grands ponts
Le plus grand pont routier du Népal fut construit par les Japonais sur la plus grande autoroute du pays, la Mahendra Highway H01 qui parcourt la région du Teraï d'est en ouest et au niveau de la plus longue et large rivière du Népal, la rivière Karnali qui prend fin dans le Gange. Le pont de Karnali est le seul pont routier avec une portée de plus de 300 mètres au Népal, l'autoroute H01 au même titre que les autres autoroutes du pays, évite au maximum les grands obstacles comme les nombreuses rivières issues de la fonte des neiges de l'Himalaya et les zones trop montagneuses qui demanderaient des infrastructures beaucoup plus coûteuses. Le réseau ferroviaire très peu développé est une raison supplémentaire de la rareté des grands ponts autres que les passerelles au Népal.
Ce tableau suivant présente les ouvrages ayant des portées supérieures à 100 mètres ou une longueur totale supérieure à 3 000 mètres (liste non exhaustive). Les passerelles suspendues sont beaucoup trop nombreuses pour être répertoriées dans leur totalité, ne sont données que celles de plus de 300 mètres de portée.
|  |   | Nom                      | Népali     | Portée   | Long. | Type                                                      | Voie portée Voie franchie                        | Date | Localisation                                            | Zone administrative | Ref.  |
|  | - | ------------------------ | ---------- | -------- | ----- | --------------------------------------------------------- | ------------------------------------------------ | ---- | ------------------------------------------------------- | ------------------- | ----- |
|  | 1 | Pont de Triveni Garas    |            | 350      |       | Suspendu Acier                                            | Passerelle Kamala                                | 2010 | Tandi 26° 55′ 43,3″ N, 86° 15′ 54,5″ E                  | Janakpur            | [ 6 ] |
|  | 2 | Pont de Bunwajor Ghat II |            | 349      |       | Suspendu Acier                                            | Passerelle Sun Kosi                              | 1996 | Bopung - Chaudandi 26° 54′ 09,4″ N, 86° 55′ 17,1″ E     | Sagarmatha          | [ 6 ] |
|  | 3 | Pont Kushma-Gyadi        | अग्लो झोलुंगे पुल | 344      |       | Suspendu Acier                                            | Passerelle Modi                                  | 2010 | Kusma 28° 12′ 33,6″ N, 83° 40′ 42,1″ E                  | Dhawalagiri         | [ 6 ] |
|  | 4 | Pont de Sheramalakot     |            | 336      |       | Suspendu Acier                                            | Passerelle Tadi                                  | 2011 | Basphedi - Malkot                                       |                     | [ 6 ] |
|  | 5 | Pont de Karnali          | कर्णाली पुल    | 325      | 500   | Haubané Monopylône, tablier treillis acier, pylônes acier | Mahendra Highway H01 (East West Highway) Karnali | 1993 | Chisapani 28° 38′ 29,4″ N, 81° 16′ 59,1″ E              | Seti - Bheri        | [ 7 ] |
|  | 6 | Pont de Budhsingaratmate |            | 311      |       | Suspendu Acier                                            | Passerelle Trishuli                              | 2011 | Ratmate - Budhsing 27° 51′ 28,2″ N, 85° 03′ 28,6″ E     | Bagmati             | [ 6 ] |
|  | 7 | Pont de Leguwa Ghat      |            | 310      |       | Suspendu Acier                                            | Passerelle Arun                                  | 1982 | Jarayotar - Leguwaguth 27° 08′ 44,5″ N, 87° 16′ 16,5″ E | Koshi               | [ 6 ] |
|  | 8 | Pont de Chandani Dodhara | दोधारा जोड्ने पुल | 225 (x4) | 1453  | Suspendu 8 pylônes acier                                  | Passerelle Mahakali                              | 2005 | Mahendranagar 28° 55′ 20,8″ N, 80° 06′ 27,2″ E          | Mahakali            | [ 8 ] |
|  | 9 | Pont de Mugling          |            | 125      |       | Suspendu Tablier treillis acier, pylônes béton            | Prithvi Highway Trishuli                         | 1972 | Mugling 27° 51′ 14,5″ N, 84° 33′ 25,7″ E                | Narayani - Gandaki  | [ 9 ] |

## Saut à l'élastique au Népal

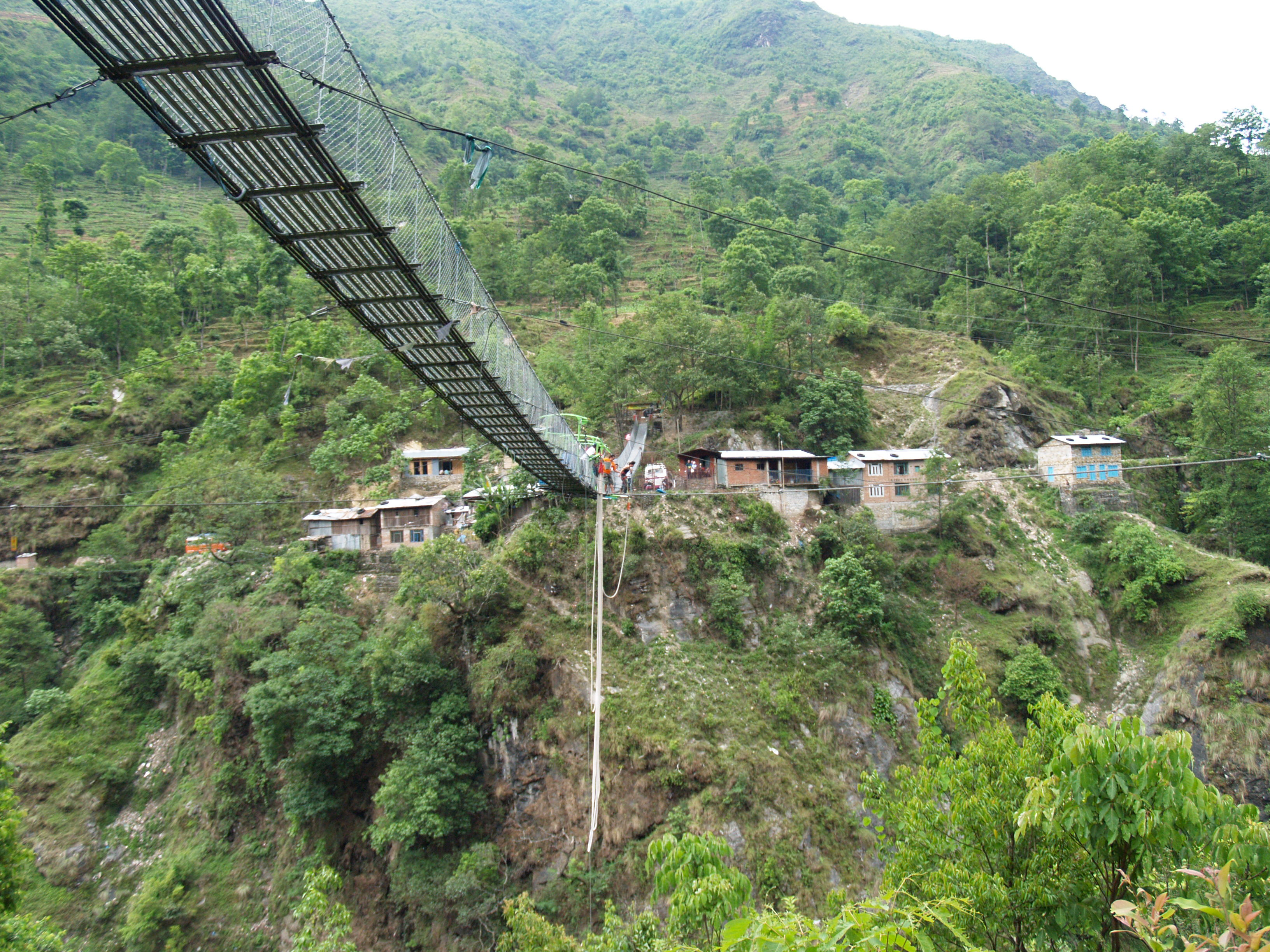
Un saut de 160 mètres dans la vallée de la Bhote Kosi

Le parc The Last Resort (le dernier recours), établi dans la zone de Bagmati, à une cinquantaine de kilomètres au nord-est de Katmandou et à une douzaine de kilomètres de la Chine, propose depuis son ouverture en 1999 des sauts à l'élastique au-dessus de la vallée de la Bhote Kosi sur une passerelle suspendue à 160 mètres de hauteur (le plus haut pont de France et d'Europe pour les sauts est le pont de Chaulière avec 182 mètres de hauteur). Plus haut que les plus hauts spots néo-zélandais, il est le premier du genre au Népal. Cette passerelle est conçue par des entreprises suisses et néo-zélandaises spécialement pour le saut à l'élastique, elle est calculée pour supporter une charge de 250 kg par mètre sur une longueur de 166 mètres (soit 4,15 t de capacité au total) et possède un facteur de sécurité de 4 vis-à-vis des efforts produits par les sauts. Plus de 6 000 mètres de fils d'acier furent nécessaires pour sa réalisation,.
Le forfait un jour avec transport depuis Katmandou (repas inclus), une entrée et un saut est de 62 dollars US (avec 25 $ par saut supplémentaire), un forfait deux jours, une nuit coûte 104 $ (des activités autres que le saut à l'élastique sont proposées comme le rafting). Le site est accessible par la Arniko Highway depuis Katmandou en 3 heures.

## Perspectives
L'arrivée prochaine de la ligne ferroviaire depuis Lhassa dans la province du Tibet jusqu'à la frontière avec la Chine peut changer les perspectives et ouvrir la voie vers des liaisons avec Katmandou voire jusqu'à l'Inde
La construction d'un pont de 269 mètres de longueur a été annoncé en 2010 sur la rivière Kosi dans la zone de Koshi.